# Asian Five Nations 2009
Asian Five Nations 2009 (z powodów sponsorskich HSBC Asian 5 Nations 2009) – druga edycja corocznego turnieju organizowanego pod auspicjami ARFU dla pięciu najlepszych azjatyckich męskich reprezentacji rugby union. Turniej odbył się pomiędzy 25 kwietnia–24 maja 2009 roku. Tytułu broniła reprezentacja Japonii, która w poprzedniej edycji wygrała wszystkie mecze.
W zawodach zwyciężyła Japonia, ponownie we wszystkich czterech spotkaniach odnosząc bonusowe zwycięstwa. Ostatni w rozgrywkach zespół Singapuru został wyeliminowany z kwalifikacji do Pucharu Świata w Rugby 2011, bowiem w kolejnej edycji został zastąpiony przez zwycięzcę Dywizji 1 – wspólną drużynę Zatoki Perskiej.
W każdej kolejce z jednego ze spotkań odbywała się transmisja na żywo, dodatkowo zgodnie z umowami ze stacjami telewizyjnymi zapewnione były programy powtórkowe i skróty.

## System rozgrywek
Rozgrywki prowadzone były systemem kołowym. Każda z drużyn spotykała się raz z każdym przeciwnikiem, łącznie rozgrywając cztery mecze. Z uwagi na nieparzystą liczbę zespołów podczas każdej kolejki jeden z nich pauzował. Zwycięzca meczu otrzymuje pięć punktów, za remis przysługują trzy punkty, a przegrany nie otrzymuje punktów. Punkt bonusowy przysługuje za zdobycie przynajmniej czterech przyłożeń lub też za przegraną nie więcej niż siedmioma punktami.
Turniej służył również jako druga faza azjatyckich kwalifikacji do Pucharu Świata w Rugby 2011.

## Uczestnicy
W zawodach uczestniczyło pięć reprezentacji – cztery czołowe z inauguracyjnej edycji oraz zwycięzca Dywizji 1 z poprzedniego roku, Singapur.
| Reprezentacja    | Miejsce w 2008    | Stadiony                                |
| ---------------- | ----------------- | --------------------------------------- |
| Japonia          | 1.                | Kintetsu Hanazono Rugby Stadium         |
| Korea Południowa | 2.                | Seongnam Stadium Incheon Munhak Stadium |
| Hongkong         | 3.                | Hong Kong Football Club Stadium         |
| Kazachstan       | 4.                | Stadion Centralny w Ałmaty              |
| Singapur         | awans z Dywizji 1 | Yio Chu Kang Stadium                    |

## Tabela
| Miejsce | Reprezentacja    | Mecze     | Mecze   | Mecze  | Mecze   | Punkty  | Punkty   | Punkty | Punkty bonusowe | Punkty ogółem |
| Miejsce | Reprezentacja    | Rozegrane | Wygrane | Remisy | Porażki | Zdobyte | Stracone | +/-    | Punkty bonusowe | Punkty ogółem |
| ------- | ---------------- | --------- | ------- | ------ | ------- | ------- | -------- | ------ | --------------- | ------------- |
| 1       | Japonia          | 4         | 4       | 0      | 0       | 271     | 41       | 230    | 4               | 24            |
| 2       | Kazachstan       | 4         | 3       | 1      | 0       | 88      | 139      | -51    | 0               | 15            |
| 3       | Korea Południowa | 4         | 2       | 2      | 0       | 218     | 144      | -123   | 3               | 13            |
| 4       | Hongkong         | 4         | 1       | 3      | 0       | 110     | 126      | -16    | 3               | 8             |
| 5       | Singapur         | 4         | 0       | 4      | 0       | 40      | 196      | -156   | 1               | 1             |

## Mecze

### Runda 1
| 25 kwietnia 200914:00 | Korea Południowa | 65:0 | Singapur | Seongnam Stadium, Seongnam |
| 25 kwietnia 200914:00 |                  | 65:0 |          | Seongnam Stadium, Seongnam |

| 25 kwietnia 200915:00 | Japonia | 87:11(40:3) | Kazachstan | Kintetsu Hanazono Rugby Stadium, Higashi-Ōsaka |
| 25 kwietnia 200915:00 |         | 87:11(40:3) |            | Kintetsu Hanazono Rugby Stadium, Higashi-Ōsaka |

### Runda 2
| 2 maja 200916:00 | Hongkong | 6:59(6:26) | Japonia | Hong Kong Football Club Stadium, Hongkong Widzów: 3129 |
| 2 maja 200916:00 |          | 6:59(6:26) |         | Hong Kong Football Club Stadium, Hongkong Widzów: 3129 |

| 2 maja 200916:00 | Kazachstan | 30:27(13:3) | Korea Południowa | Stadion Centralny w Ałmaty, Ałmaty Widzów: 2600 |
| 2 maja 200916:00 |            | 30:27(13:3) |                  | Stadion Centralny w Ałmaty, Ałmaty Widzów: 2600 |

### Runda 3
| 9 maja 200914:00 | Korea Południowa | 36:34(31:3) | Hongkong | Incheon Munhak Stadium, Inczon |
| 9 maja 200914:00 |                  | 36:34(31:3) |          | Incheon Munhak Stadium, Inczon |

| 9 maja 200917:00 | Singapur | 19:22(10:7) | Kazachstan | Yio Chu Kang Stadium, Singapur Widzów: 2300 |
| 9 maja 200917:00 |          | 19:22(10:7) |            | Yio Chu Kang Stadium, Singapur Widzów: 2300 |

### Runda 4
| 16 maja 200915:00 | Japonia | 80:9(33:3) | Korea Południowa | Kintetsu Hanazono Rugby Stadium, Higashi-Ōsaka |
| 16 maja 200915:00 |         | 80:9(33:3) |                  | Kintetsu Hanazono Rugby Stadium, Higashi-Ōsaka |

| 16 maja 200916:00 | Hongkong | 64:6(24:6) | Singapur | Hong Kong Football Club Stadium, Hongkong |
| 16 maja 200916:00 |          | 64:6(24:6) |          | Hong Kong Football Club Stadium, Hongkong |

### Runda 5
| 23 maja 200917:00 | Singapur | 15:45(26:3) | Japonia | Yio Chu Kang Stadium, Singapur Widzów: 2300 |
| 23 maja 200917:00 |          | 15:45(26:3) |         | Yio Chu Kang Stadium, Singapur Widzów: 2300 |

| 24 maja 200916:00 | Kazachstan | 25:6(14:3) | Hongkong | Stadion Centralny w Ałmaty, Ałmaty |
| 24 maja 200916:00 |            | 25:6(14:3) |          | Stadion Centralny w Ałmaty, Ałmaty |